# Савршен степен
У математици, савршен степен је позитиван цео број који може бити изражен као цео степен било ког целог позивног броја. Формалније, n је савршен степен где постоје природни бројеви m > 1, и k > 1 такви да је mk = n. У овом случају,, n се назива савршени квадратни степен. Ако је k = 2 или k = 3, тада се n назива савршеним квадратом или савршеним кубом, редом. Понекад 1 је савршени степеноr (1k = 1 за било које k).

## Примери и суме
Низ секвенце савршеног степена која се генерише итератибно, кроз могуће вредностии к могуће вредности за m и k. Првих неколико растући савршених степена у бројчаном низом (показујући дупликат степена ) су (секвенца А072103 у ОЕИС):
{\displaystyle 2^{2}=4,\ 2^{3}=8,\ 3^{2}=9,\ 2^{4}=16,\ 4^{2}=16,\ 5^{2}=25,\ 3^{3}=27,\ } {\displaystyle 2^{5}=32,\ 6^{2}=36,\ 7^{2}=49,\ 2^{6}=64,\ 4^{3}=64,\ 8^{2}=64,\dots }
Збир реципрочних савршених степена (укључујући дупле) је 1 :
{\displaystyle \sum _{m=2}^{\infty }\sum _{k=2}^{\infty }{\frac {1}{m^{k}}}=1.}
који се може доказати на следећи начин:
{\displaystyle \sum _{m=2}^{\infty }\sum _{k=2}^{\infty }{\frac {1}{m^{k}}}=\sum _{m=2}^{\infty }{\frac {1}{m^{2}}}\sum _{k=0}^{\infty }{\frac {1}{m^{k}}}=\sum _{m=2}^{\infty }{\frac {1}{m^{2}}}\left({\frac {m}{m-1}}\right)=\sum _{m=2}^{\infty }{\frac {1}{m(m-1)}}=\sum _{m=2}^{\infty }\left({\frac {1}{m-1}}-{\frac {1}{m}}\right)=1\,.}
Први савршени степени  без дупликата су  ( A001597 A001597):
(понекад 1), 4, 8, 9, 16, 25, 27, 32, 36, 49, 64, 81, 100, 121, 125, 128, 144, 169, 196, 216, 225, 243, 256, 289, 324, 343, 361, 400, 441, 484, ...
Збир свих реципрочних савршених степена p без дупликата је:
{\displaystyle \sum _{p}{\frac {1}{p}}=\sum _{k=2}^{\infty }\mu (k)(1-\zeta (k))\approx 0.874464368\dots }
где је μ(k) Мебијусова функција и ζ(k) Riemann zeta function.
Према Ојлеру, Голдбахах је показивао (сада изгубљена писма) да је збир 1/(p−1) у односу на савршен степен p, осим 1 and не рачунајући, 1: 
{\displaystyle \sum _{p}{\frac {1}{p-1}}={{\frac {1}{3}}+{\frac {1}{7}}+{\frac {1}{8}}+{\frac {1}{15}}+{\frac {1}{24}}+{\frac {1}{26}}+{\frac {1}{31}}}+\cdots =1.}
Познато и као Голдбахова-Ојлерова теорема.

## Откривање савршених степена
Откривање да ли је дати природан број н савршен степен или не може се постићи на много различитих начина , са различитим нивоима сложености . Једна од најједноставнијих таквих метода је да се размотри све могуће вредности за к широм сваког од делилаца броја н , до {\displaystyle k\leq \log _{2}n}. Ако је делилац у скупу  {\displaystyle n} онда су{\displaystyle n_{1},n_{2},\dots ,n_{j}}  једне од вредности {\displaystyle n_{1}^{2},n_{2}^{2},\dots ,n_{j}^{2},n_{1}^{3},n_{2}^{3},\dots } мора бити једнак  n ако је  n савршен степен.
Ова метода се може одмах поједноставити ако се узму у обзир само просте вредности к. Ово је зато што ако {\displaystyle n=m^{k}} за сложене {\displaystyle k=ap} где је p прост, тада се може једноставно записати да је  {\displaystyle n=m^{k}=m^{ap}=(m^{a})^{p}}. Због овог резултата, минимална вредност к мора бити искључиво проста.
Ако је позната потпуна факторизација, каже се да је {\displaystyle n=p_{1}^{\alpha _{1}}p_{2}^{\alpha _{2}}\cdots p_{r}^{\alpha _{r}}} где је {\displaystyle p_{i}} различити прости бројеви, онда је n савршен степен ако и само ако {\displaystyle \gcd(\alpha _{1},\alpha _{2},\ldots ,\alpha _{r})>1} где је gcd означава највећи заједнички делилац. Као пример, размотрири  n = 296·360·724. Док gcd(96, 60, 24) = 12, n 
је савршен 12. степен (и савршени 6. степен, 4. степен, куб и корен, док  6 , 4 , 3 и 2 су делиоци 12) .

## Празнине између савршених степена
Године 2002. румунски математичар Преда Михаилеску доказао је да јединипар узастопних савршених степена је 23 = 8 и 32 = 9, чиме доказује Каталанову хипотезу.
Пилајева хипотеза стања за било који природан број к постоји само коначан број парова савршених степена чија је К разлика . Ово је нерешив проблем.

## Рачунање целих позитивних бројева рекурзијом
Као алтернативни начин да се израчуна савршен степен, рекурзивни приступи још увек се могу наћи корисним. Они се заснивају на запажању да разлика између ab и (a+1)b где је a > b 
не може бити константа , али ако се узме разлика узастопних разлика, b пута, та да има константе b! чинилац. На пример, 94 = 6561, и 104 је 10000. разлика је 3439. Разлика између 84 и 94 је 2465, значи разлика је 974. Корак даље и имамо 204. Још један корак даље, и имамо 24, што је једнако 4!. Један корак даље и прикупљања овог 'кључа' је ред прогресивно већих експонената даје троугао сличан Паскаловом, али са формулом разликовања за производњу. Део ове табеле је приказан испод : 
Дефинисање следеће функције на распону од позитивних целих бројева :
{\displaystyle K(a,b)=1} где је a = 1 или a = b
{\displaystyle K(a,b)=0} где је b > a
{\displaystyle K(a,b)=bK(a-b,b)+(a-b+1)K(a-b+1,b-1)} другде
Ова функција генерише следећи излаз:
| 1 | 2 | 3  | 4   | 5   | 6  |   |
| 1 | 1 | 0  | 0   | 0   | 0  | 0 |
| 2 | 1 | 1  | 0   | 0   | 0  | 0 |
| 3 | 1 | 4  | 1   | 0   | 0  | 0 |
| 4 | 1 | 11 | 11  | 1   | 0  | 0 |
| 5 | 1 | 26 | 66  | 26  | 1  | 0 |
| 6 | 1 | 57 | 302 | 302 | 57 | 1 |

Такође, дефинише следеће функције на опсегу целих позитивних бројева:(Ово је веома блиско повезано са биномном теоремом и Паскаловим троуглом)
{\displaystyle P(a,b)=1} где је a = 1 или b = 1
{\displaystyle P(a,b)=P(a-1,b)+P(a,b-1)} другде
Табела овог стварања се може посматрати као Паскалов троугао који пада преко леве стране, тако да оно што су редови у Паскаловом троуглу су постали дијагонале серија у табели.
| 1 | 2 | 3 | 4  | 5   | 6   | 7   | 8    |      |
| 1 | 1 | 1 | 1  | 1   | 1   | 1   | 1    | 1    |
| 2 | 1 | 2 | 3  | 4   | 5   | 6   | 7    | 8    |
| 3 | 1 | 3 | 6  | 10  | 15  | 21  | 28   | 36   |
| 4 | 1 | 4 | 10 | 20  | 35  | 56  | 84   | 120  |
| 5 | 1 | 5 | 15 | 35  | 70  | 126 | 210  | 330  |
| 6 | 1 | 6 | 21 | 56  | 126 | 252 | 462  | 792  |
| 7 | 1 | 7 | 28 | 84  | 210 | 462 | 924  | 1716 |
| 8 | 1 | 8 | 36 | 120 | 330 | 792 | 1716 | 3432 |

Онда се може рећи да је:
{\displaystyle a^{b}=\sum _{x=1}^{b}\,\!P(a-x+1,b+1)K(b,x)}
Пример:
{\displaystyle 7^{3}=\sum _{x=1}^{b}P(8-x,4)K(3,x)=P(7,4)K(3,1)+P(6,4)K(3,2)+P(5,4)K(3,3)}
Проширење P(7,4)
{\displaystyle P(7,4)=P(7,3)+P(6,4)P(7,2)+2P(6,3)+P(5,4)}
{\displaystyle =P(7,1)+3P(6,2)+3P(5,3)+P(4,4)}
{\displaystyle =1+3P(6,1)+6P(5,2)+4P(4,3)+P(3,4)}
{\displaystyle =4+6P(5,1)+10P(4,2)+5P(3,3)+P(2,4)}
{\displaystyle =10+10P(4,1)+15P(3,2)+6P(2,3)+P(1,4)}
{\displaystyle =21+15P(3,1)+21P(2,2)+6P(1,3)}
{\displaystyle =42+21P(2,1)+21P(1,2)=84}
Или се могу гледати вредности у табели и добити да је P(6,4) = 56, и P(5,4) = 35.
По дефиницији, K(3,1) = 1. Проширење K(3,2)
{\displaystyle K(3,2)=2K(1,2)+2K(2,1)=4}
По дефиницији, K(3,3) = 1.
{\displaystyle 7^{3}=P(7,4)K(3,1)+P(6,4)K(3,2)+P(5,4)K(3,3)=84*1+56*4+35*1=343}
{\displaystyle 7^{4}=P(7,5)K(4,1)+P(6,5)K(4,2)+P(5,5)K(4,3)+P(4,5)K(4,4)=210*1+126*11+70*11+35*1=2401}
{\displaystyle 7^{5}=462*1+252*26+126*66+56*26+21*1=16807}
Овај начин рачуна се може користити за све операције целих степена, како се негативни цели бројеви понашају на исти начин, примењује се само негативна ако је експонент непаран.